# دلاته
دلاته (به عربی: دلاتة) روستایی فلسطینی که در ۶ کیلومتری شمال صفد واقع شده بود.